# Rosendal Garden Party
Rosendal Garden Party är en musikfestival som sedan 2022 arrangeras varje sommar i Rosendals trädgård på Djurgården i Stockholm. Festivalen arrangerades av FKP Scorpio mellan 2022-2024 och nu drivs vidare av Rush Ent/ RGP Festivals AB.

## Urval av medverkande artister
2022: The Strokes, Clairo, The Avalanches, Japanese Breakfast, Linn Koch-Emmery, The National, Sharon Van Etten, Cat Power, Albin Lee Meldau, Tyler, the creator, Arlo Parks, Daniela Rathana 
2023: The War On Drugs, Amason, Warpaint, Aphex Twin, Fever Ray, Sara Parkman, Bendik Giske(no), Thåström, Eva Dahlgren, Nicole Sabouné, Hannes 
2024: M.I.A., Turnstile(en), YG Marley(en), Massive Attack, RAYE, Saint Levant(en), Nia Archives(en), Yaeger, The Cardigans, Grace Jones, The Heavy(en), BCUC(en)  Bandet Refused skulle ha spelat, men ställde in på grund av att sångaren Dennis Lyxzén fick en hjärtinfarkt.   Bandet ersattes av Les Big Byrd. 
2025: Stella Explorer, Peaches, Róisín Murphy, Gesaffelstein(en), Kraftwerk, Isak Benjamin, Terra, Anna Ternheim, Valkyrien Allstars(en), Lars Winnerbäck, Thomas Gylling, DJ Large, Jalen Ngonda(de), BIJI, Sean Paul, Chaka Khan